# محمود حسين قطان
محمود حسين قطان (20 أغسطس 1961 في مكة المكرمة - ) دبلوماسي سعودي، يشغل منصب سفير خادم الحرمين الشريفين لدى ماليزيا منذ 2017.

## مؤهلات علمية
حاصل على بكالوريوس علوم سياسية من جامعة الملك عبد العزيز في جدة، عام 1985، ودبلوم معهد الأمير سعود الفيصل للدراسات الدبلوماسية، عام 1988.

## حياته الدبلوماسية
-التحق بوزارة الخارجية في عام 1985، وعمل في القسم القنصلي – جامعة الدول العربية – القسم الغربي – الإدارة العامة للدول الأمريكية، كما عمل في سفارة السعودية في باريس، من عام 1990 إلى عام 1996، بعدها عمل في سفارة السعودية في واشنطن، في الفترة ما بين عام 2000 إلى عام 2002. ثم عمل في سفارة السعودية في باريس، من عام 2003 إلى عام 2009.
وكان سفيرًا فوق العادة والمفوض للمملكة العربية السعودية لدى الكاميرون، من عام 2009 إلى 2013، ثم أصبح سفيرًا فوق العادة والمفوض للسعودية لدى الجزائر، من عام 2013 إلى 2015، والآن يشغل منصب سفير فوق العادة والمفوض للمملكة العربية السعودية لدى ماليزيا، منذ عام 2017م.